# 东部线柱兰
东部线柱兰（学名：Zeuxine tabiyahanensis）为兰科线柱兰属下的一个种。

## 扩展阅读
- 維基物種上的相關：东部线柱兰